# Emsaue westlich Warendorf
Das Naturschutzgebiet Emsaue westlich Warendorf liegt auf dem Gebiet der Gemeinde Everswinkel und der Städte Telgte und Warendorf im Kreis Warendorf in Nordrhein-Westfalen. Das etwa 415 ha große Gebiet, das im Jahr 2004 unter Naturschutz gestellt wurde, erstreckt sich westlich der Kernstadt Warendorf entlang der Ems. Unweit südlich verläuft die B 64. 